# Osumilith-(Mg)
Das Mineral Osumilith-(Mg) ist ein selten vorkommendes Ringsilikat aus der Milaritgruppe und hat die Endgliedzusammensetzung K□2Mg2Al3Si10Al2O30. Es kristallisiert mit hexagonaler Symmetrie und entwickelt hellblaue oder bräunliche, sechsseitig plattige oder kurzprismatische Kristalle von unter einem Millimeter Größe.
Osumilith-(Mg) bildet sich bei hohen Temperaturen um 900 °C und findet sich in silikatreichen Gesteinen, die entweder oberflächennah von heißen alkalireichen Magmen (sanidinitfazielle Kontaktmetamorphose) oder unter Bedingungen der unteren Erdkruste metamorph überprägt worden sind (Granulite).

## Etymologie und Geschichte
Bereits die ersten 1953 entdeckten Osumilithe enthielten ungefähr so viel Magnesium wie Eisen und in den Jahren danach wurden in zahlreichen Magmatiten und den angrenzenden kontaktmetamorph veränderten Nebengesteinen sowie in metamorphen Granuliten magnesiumreiche Osumilithe entdeckt. 
1962 führten erste experimentelle Untersuchungen zur Stabilität von Mg-Osumilith zu dem Ergebnis, dass reine Mg-Osumilithe unter den Versuchsbedingungen nicht stabil waren und die gefundenen natürlichen Osumilithe möglicherweise metastabil gebildet wurden.
Chinner und Dixon beschrieben 11 Jahre später nahezu eisenfreien K-Mg-Osumilith aus Gesteinen am Kontakt zu Dolerit, der offenbar thermodynamisch stabil gebildet wurde. Sie schlugen den Namen Osumilith-(K,Mg) vor, der aber nie offiziell als Mineralname anerkannt wurde.
2008 untersuchten Seryotkin et al. ebenfalls fast reine Mg-Osumilithe, die beim Abbrand der Abraumhalde eines Kohlebergwerkes im Südural gebildet wurden. Da Substanzen, die bei Grubenbränden gebildet wurden, nicht der Definition eines Minerals genügen, führte auch dieser Bericht nicht zu einer Anerkennung von Osumilith-(Mg) als Mineral.
Erst 2009 lieferten Chukanov und Mitarbeiter eine vollständige chemische und strukturelle Charakterisierung eines Mg-Osumilith natürlichen Ursprungs, einem Gneis-Xenolith vom Ettringer Bellerberg in der Eifel, Deutschland, die zur Anerkennung von Osumilith-(Mg) als Mineralname durch die CNMNC der IMA führte.

## Klassifikation
Da der Osumilith-(Mg) erst 2011 als eigenständiges Mineral anerkannt wurde, ist er in der zuletzt 1977 überarbeiteten 8. Auflage der Mineralsystematik nach Strunz noch nicht verzeichnet.
Im zuletzt 2018 überarbeiteten und aktualisierten Lapis-Mineralienverzeichnis nach Stefan Weiß, das sich im Aufbau noch nach dieser alten Form der Systematik von Karl Hugo Strunz richtet, erhielt das Mineral die System- und Mineral-Nr. VIII/E.22-090. In der „Lapis-Systematik“ entspricht dies ebenfalls der Abteilung „Ringsilikate“, wo Osumilith-(Mg) zusammen mit Agakhanovit-(Y), Almarudit, Armenit, Berezanskit, Brannockit, Chayesit, Darapiosit, Dusmatovit, Eifelit, Emeleusit, Faizievit, Friedrichbeckeit, Klöchit, Lipuit, Merrihueit, Milarit, Oftedalit, Osumilith, Poudretteit, Roedderit, Shibkovit, Sogdianit, Sugilith, Trattnerit, Yagiit und Yakovenchukit-(Y) die „Doppelte Sechserringe [Si12O30]12− – Milarit-Osumilith-Gruppe“ mit der System-Nr. VIII/E.22 bildet.
Die zuletzt 2009 von der International Mineralogical Association (IMA) aktualisierte 9. Auflage der Strunz’schen Mineralsystematik führt den Osumilith-(Mg) mit einer veralteten Endgliedzusammensetzung in der Abteilung der „Ringsilikate“ auf. Diese ist weiter unterteilt nach der Struktur der Ringe, so dass das Mineral in der Unterabteilung „[Si6O18]12−-Sechser-Doppelringe“ zu finden ist. Darin gehört es mit Almarudit, Armenit, Berezanskit, Brannockit, Chayesit, Eifelit, Darapiosit, Dusmatovit, Friedrichbeckeit, Klöchit, Merrihueit, Milarit, Oftedalit, Osumilith, Poudretteit, Roedderit, Shibkovit, Sogdianit, Sugilith, Trattnerit und Yagiit zur „Milaritgruppe“ mit der System-Nr. 9.CM.05.
Die Systematik der Minerale nach Strunz (9. Auflage) wird von „Hudson Institute of Mineralogy“ in der Mineraldatenbank „Mindat.org“ weitergeführt. Hier gehört Osumilith-(Mg) unverändert in die Abteilung der „Ringsilikate“ (englisch [Cyclosilicates). Diese ist weiter unterteilt nach der Zähligkeit und Multiplizität der Silikatringe und Osumilith-(Mg) wird in der Unterabteilung „sechser-Doppelringe“ (englisch Si6O18]2- 6-membered double rings) mit der Systemnummer 9.CM geführt, zusammen mit den zuvor aufgeführten Mineralen der Milarit-Gruppe, den neu hinzugekommenen Mineralen Alumosugilith und Laurentthomasit sowie dem verwandten Mineral Faizievit.
Auch die vorwiegend im englischen Sprachraum gebräuchliche Systematik der Minerale nach Dana ordnet den Osumilith-(Mg) in die Klasse der „Silikate und Germanate“, dort allerdings in die bereits feiner unterteilte Abteilung der „Ringsilikate: Kondensierte Ringe“ ein. Hier ist er in der „Milarit-Osumilith-Gruppe (Milarit-Osumilith-Untergruppe)“ mit der System-Nr. 63.02.01a innerhalb der Unterabteilung „Ringsilikate: Kondensierte, 6-gliedrige Ringe“ zu finden.

## Chemismus
Osumilith-(Mg) hat die Endgliedzusammensetzung [C]K[B]□2[A]Mg2[T2]Al3[T1](Si10Al2)O30 und ist das Mg-Analog von Osumilith. Die empirische Zusammensetzung aus der Typlokalität ist
- [C](K0.72Na0.03Ca0.01) [A](Mg1.97Mn0.04) [T2](Al2,53Fe3+0.45) [T1][Si10.32Al1,68]O30,

wobei in den hochgestellten, eckigen Klammern die Position in der Kristallstruktur angegeben ist.
Mg auf der A-Position kann vollständig durch Fe2+ ersetzt werden und Osumilith-(Mg) bildet eine lückenlose Mischkristallreihe mit Osumilith. 
Die Kaliumgehalte aller natürlichen Osumilithe liegen deutlich unter dem idealen Wert von 1 Kalium pro Formeleinheit. Kompensiert wird dies durch den Ersatz von Mg/Fe durch Al sowie von Al in den Doppelsecherringen durch Si entsprechend den gekoppelten Substitutionen
- [C]K+ + [A]Mg2+ = [C]□ + [A]Al3+
- [C]K+ + [T1]Al3+ = [C]□ + [T1]Si4+

Beide Austauschreaktionen treten zusammen im Verhältnis 3:1 auf und ein hypothetischer K-freier Osumilith-(□,Mg) hätte die Zusammensetzung □ □2 (Mg1,65 Al0,35) Al3 [Si10.4Al1,6]O30.

## Kristallstruktur
Osumilith-(Mg) kristallisiert mit hexagonaler Symmetrie der Raumgruppe P6/mcc (Raumgruppen-Nr. 192) mit den Gitterparametern a = 10,0959 Å und c = 14,3282 Å sowie zwei Formeleinheiten pro Elementarzelle. 
Osumilith-(Mg) ist isotyp zu Milarit, d. h., es kristallisiert mit der gleichen Struktur wie Milarit. Die 12-fach koordinierte C-Position ist nicht ganz vollständig besetzt mit Kalium (K+). Die 9-fach koordinierte B-Position ist leer. Magnesium (Mg2+) und geringe Mengen Mangan (Mn2+) füllen die 6-fach koordinierte A-Position und die tetraedrisch koordinierten T2-Position enthält die dreiwertigen Kationen Aluminium (Al3+) und Eisen (Fe3+). Die T1-Position, die die 6er-Doppelringe aufbaut, ist gemischt besetzt mit 10 Silizium (Si4+) und 2 Al3+.

## Bildung und Fundorte
Osumilith-(Mg) ist ein sehr seltenes Mineral und weltweit nur an 43 Fundorten dokumentiert worden (Stand 2024).

### Stabilität
Osumilith-(Mg) bildet sich nur bei hohen Temperaturen oberhalb von 750 °C. Bei Anwesenheit von Wasser ist Osumilith-(Mg) nur bei Drücken unter 1 kbar und Temperaturen zwischen 765 und 800 °C stabil. Dies sind Bedingungen, wie sie bei Vulkaniten nahe der Erdoberfläche und der dort statt findenden Kontaktmetamorphose auftreten. Mit zunehmenden Temperaturen bildet sich Osumilith-(Mg) bei der Reaktion von Cordierit + Kalifeldspat + Phlogopit + Quarz. Bei hohen Temperaturen ab 800 °C wird Osumilith-(Mg) abgebaut zu Cordierit + Kalifeldspat + Phlogopit + Schmelze.
Trockenere Bedingungen, z. B. durch die Verdünnung des Wassers in der Gasphase durch Kohlendioxid oder dem kompletten Fehlen einer Gasphase, führen zu einer Ausdehnung des Stabilitätsbereiches von Osumilith-(Mg) zu höheren und etwas tieferen Temperaturen und vor allem zu höheren Drücken bis ~12 kbar. Dies sind Bedingungen, wie sie in wasserfreien Granulithen in der unteren Erdkruste in ~30-35 km Tiefe auftreten. Bei Drucken über 12 kbar reagiert Osumulith-(Mg) zwischen 950 und 1100 °C zu Cordierit + Enstatit + K-Feldspat + Quarz bzw. Sapphirin + Enstatit + K-Feldspat + Quarz.
Dies ist der maximale Stabilitätsbereich von reinem Osumilith-(Mg). Natürliche Osumilithe enthalten immer auch Eisen, was ihre obere Druck- und Temperaturstabilität herabsetzt. Auch weitere Minerale im Gestein können mit Osumilith reagieren und zu einem Abbau von Osumilith im Gestein innerhalb des Stabilitätsbereiches von reinem Osumilith-(Mg) führen.

### Kontaktmetamorphose: Sanidinitfazielle Hornfelse
Bei niedrigen Drücken nahe der Erdoberfläche bilden Sich magnesiumreiche Osumilithe bei Temperaturen um 900 °C in Anwesenheit einer wasserreichen Dampfphase kontaktmetamorph in Sedimenten oder Fremdgesteinseinschlüssen (Xenolithen) in magmatischen Schmelzen. Die für die Bildung von Osumilith benötigten hohen Temperaturen werden nur von siliziumarmen, basischen Schmelzen, z. B. Basaltschmelzen, erreicht. Oxidierende Bedingungen, wie sie z. B. durch das Vorkommen von Hämatit (Fe3+2O3) angezeigt werden, begünstigen die Bildung von sehr magnesiumreichen Osumilithen.
Bereits im Jahr 1973, 38 Jahre bevor Osumilith-Mg als eigenständiges Mineral anerkannt wurde, wurde magnesiumreicher Osumilith in einem Sandstein aus Tieveragh, County Antrim, Nordirland, beschrieben, der am Kontakt zu einem Olivin-Dolerit-Gang kontaktmetamorph verändert worden ist. Osumilith tritt hier mit Tridymit, Enstatit, Cordierit, Feldspat, Hämatit und Magnetit auf.
Gut dokumentiert ist das Auftreten von magnesiumreichen Osumilith an mehreren Fundorten in der Vulkaneifel, Rheinland-Pfalz, Deutschland. Er tritt hier meist als Abscheidung aus einer Gasphase in Drusenräumen kontaktmetamorph veränderter Nebengesteinseinschlüsse in basaltischen Magmen auf.
Eines der Vorkommen, der Steinbruch der Firma A. Casper am Ettringer Bellerberg, 2 km nördlich von Mayen, in der Laacher-See-Region der Eifel, ist die Typlokalität von Osumilith-Mg. Er tritt hier mit Fluor-Phlogopit, Sanidin, Cordierit, Mullit, Sillimanit, Topas, Pseudobrookit und Hämatit auf.
In Neufundland wurde ungewöhnlich rosa farbener Osumilith-Mg in der Kontaktaureole eines Anorthosit-Plutons gefunden. Begleitminerale dort sind Quarz, Hypersthen, Kalifeldspat, Cordierit, Plagioklas, Graphit und Pyrrhotin. Der für dieses Vorkommen geschätzte Druck um 5 kbar (700-900 °C) setzt wasserfreie Bedingungen voraus.

### Pyrometamorphose: Metapelitische Klinker
Bei Bränden auf Kohlehalden bildet sich Osumilith-(Mg) bei einem Bar Druck und Temperaturen zwischen 870 °C und 1000 °C unter Sauerstoffabschluss in tieferen Bereichen der brennenden Halden bei der Umwandlung von im Abraum enthaltenen Sedimenten.
Gut untersucht wurden die durch Selbstentzündung abgebrannten Abraumhalden des Kohlebergbaus im Tscheljabinsker Kohlebecken im Südural, Russland. In den dabei gebildeten Klinkern findet sich Osumilith-(Mg) zusammen mit K-Na-Feldspat, Tridymit, Mullit, Graphit, amorphem Kohlenstoff und untergeordnet Korund, metallisches Eisen, Pyrrothin, Schreibersit (Fe3P) und Cohenit (Fe3C). Diese Paragenese, insbesondere das Auftreten von Schreibersit, deutet auf extrem sauerstoffarme Bedingungen hin, die eher denen in Eisenmeteoriten entsprechen. In solchen Meteoriten sind zuvor bereits andere Minerale der Milaritgruppe gefunden worden, z. B. Roedderit im Indarch-Meteoriten.

### Regionalmetamorphose: pelitische Granulithe
Ein weiteres, Vorkommen von Osumilith-(Mg) sind quarzhaltige Sedimente, die unter den Bedingungen der unteren Erdkruste bei sehr hohen Temperaturen (800-1000 °C, 7-12 kbar) metamorph verändert worden sind. Das Auftreten von Osumilith in diesen Gesteinen deutet auf sehr niedrigen H2O-Partialdruck, d. h. sehr trockene Bedingungen hin. Bei höheren Wassergehalten wird Osumilith-(Mg) ersetzt durch cordierithaltige Paragenesen.
Im spätarchaischen Napier-Komplex, Enderbyland (50-52'E), Antarktis, tritt magnesiumreicher Osumilit in Granulithen mit verschiedenen Begleitmineralen auf:
- Osumilith, Granat, Sillimanit +- Spinell, Quarz, Plagioklas
- Osumilith, Sapphirin, Sillimanit, Quarz, Plagioklas
- Osumilith, Orthopyroxen, Granat, Sillimanit, Quarz, Plagioklas
- Osumilith, Orthopyroxen, Biotit, Quarz, Plagioklas

Die Bildungsbedingungen werden auf 900-980 °C und 7-10 kbar geschätzt.
Vergleichbare Al–Mg-reiche Granulithe finden sich z. B. auch im Khanfous Gebiet (Tekhamalt, in Ouzzal, Hoggar, Algerien). Hier tritt Osumilith zusammen mit Sapphirin, Biotit, Orthopyroxen und Sillimanit bzw. Orthopyroxen, Sillimanit, Quarz, Biotit und Feldspat auf. Auch hier wird eine Bildung in Abwesenheit von H2O bei 8,5 bis 9 kbar und 930 bis 980 °C angenommen. Retrograd, d. h. während der Abkühlung der Gesteine beim Aufstieg, wurde Osumilith teilweise abgebaut zu Cordierit, Orthopyroxen, Kalifeldspat und Quarz.